# Quitman (Mississippi)
Quitman é uma cidade localizada no estado americano de Mississippi, no Condado de Clarke.

## Demografia
Segundo o censo americano de 2000, a sua população era de 2463 habitantes.
Em 2006, foi estimada uma população de 2373, um decréscimo de 90 (-3.7%).

## Geografia
De acordo com o United States Census Bureau tem uma área de
15,3 km², dos quais 13,4 km² cobertos por terra e 1,9 km² cobertos por água. Quitman localiza-se a aproximadamente 81 m acima do nível do mar.

## Localidades na vizinhança
O diagrama seguinte representa as localidades num raio de 32 km ao redor de Quitman.